# 薩克斯 (明尼蘇達州)
薩克斯（英語：Sax）是位於美國明尼蘇達州聖路易斯縣麥克達維特鎮區的一個非建制地區。

## 歷史
薩克斯的郵局於1916年成立，其後於1930年停運。此地得名自當地地主所羅門·薩克斯（Solomon Saxe）。

## 地理
薩克斯所處的海拔為高於海平面399米（即1309英呎），而該地所採用的時區為UTC-6，即北美中部時區（CST）。同時該地設有夏令時間，為UTC-6調快一小時，即UTC-5（CDT）。